# Utena, la noia revolucionària. Apocalipsi adolescent
Utena, la noia revolucionària. Apocalipsi adolescent (少女革命ウテナ アドゥレセンス黙示録, Shōjo Kakumei Utena Aduresensu Mokushiroku) és una pel·lícula d'anime japonesa de 1999. És una continuació de la sèrie de televisió d'anime de 1997 Utena, creada pel col·lectiu d'artistes Be-Papas. La pel·lícula és dirigida per Kunihiko Ikuhara, escrita per Yōji Enokido basada en una història d'Ikuhara, i produïda per l'estudi d'animació JCStaff.
La trama segueix a Utena Tenjou, una estudiant de secundària tomboy que es veu involucrada en una sèrie de duels d'espasa per guanyar la mà d'Anthy Himemiya, una misteriosa estudiant coneguda com la "núvia rosa". La pel·lícula destaca pel seu ampli ús de metàfores i simbolisme; el seu enfocament en temes de gènere, sexualitat i transició de l'adolescència a l'edat adulta; i pel seu material temàtic més madur en relació amb la sèrie d'anime.
A finals de 2022 la distribuïdora Jonu Media va anunciar que doblaria la pel·lícula al català durant el primer trimestre de 2023. El 20 de maig de 2023 se'n va fer la preestrena de la versió doblada al català a la Jonu Fest by Japan Weekend. El 21 de setembre d'aquell any es va incorporar a la plataforma Jonu Play.